# محمد بن حسین خلیفه نیشابوری
محمد بن حسین خلیفه نیشابوری (به عربی: محمد بن الحسین الخلیفه النیسابوری) (تولد :۶۹۰ قمری-مرگ: ؟ ) دانشمند نویسنده و مترجم ایرانی در سده هشتم قمری بود.از زندگی وی اطلاعات زیادی موجود نیست.شهرت وی با ترجمه و تلخیص دانشنامه نیشابور از عربی به فارسی پیوند دارد.

## منبع
- محمد رضا شفیعی کدکنی، مقدمه تصحیح تاریخ نیشابور نوشته الحاکم نیشابوری.